# Atlatl

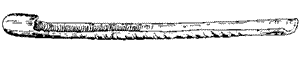
Atlatl

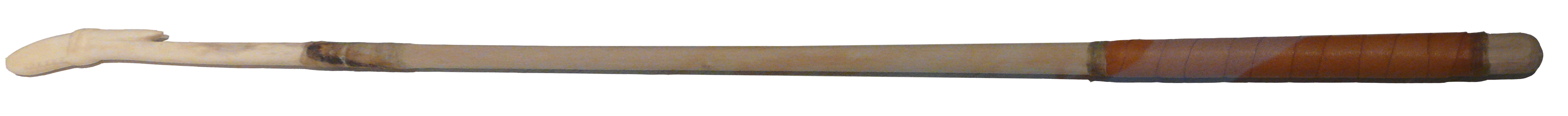
Rekonstrukcja miotacza oszczepów z mezolitu

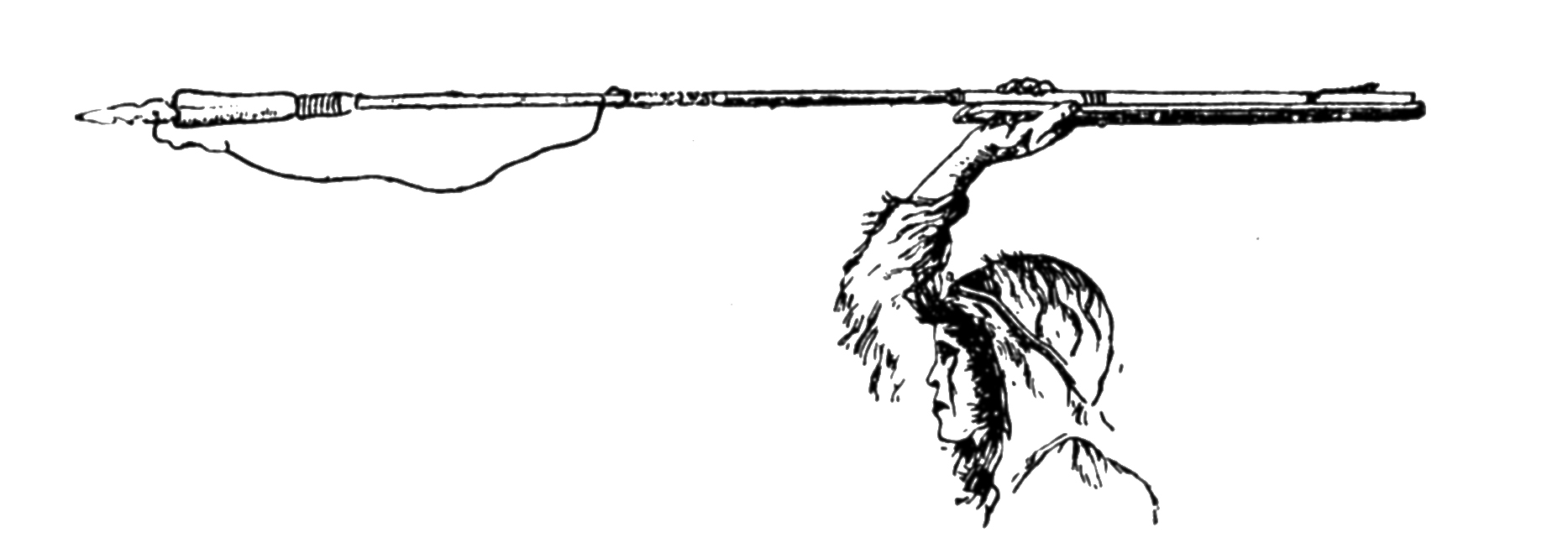
Sposób użycia

Miotacz oszczepów, atlatl (z azteckiego ahtlatl) – broń miotająca w postaci wydrążonego lub płaskiego kawałka drewna z zagłębieniem na jednym z końców, stosowana na całym świecie od czasów górnego paleolitu. Najstarszy, odnaleziony we Francji atlatl, wykonany był z poroża jelenia i jest datowany na około 27 tysięcy lat. 
Atlatl ma postać niezbyt długiego (około 40–60 centymetrów) kawałka wydrążonego drewna, na końcu którego znajduje się hakowate zagłębienie, będące miejscem na umieszczenie końcówki drzewca oszczepu lub innego pocisku. Atlatle zostały zapomniane wkrótce po upowszechnieniu się łuku. W początkach XVI wieku, wkrótce po przybyciu hiszpańskich konkwistadorów, Aztekowie przypomnieli sobie o dawniej używanych atlatlach i zaczęli wykorzystywać je w walce. Choć oszczepy wyrzucane w ten sposób nie przebijały pancerzy, Hiszpanie obawiali się ich bardziej niż jakiejkolwiek innej azteckiej broni.
Zastosowanie miotacza oszczepów znacznie zwiększa zasięg rzutu – rekord świata w rzucie oszczepem z użyciem atlatla wynosi 258 metrów, podczas gdy rekord w klasycznym rzucie oszczepem (mężczyzn) to niewiele ponad 100 metrów.
Odmiany tej broni stosowane były również w starożytnej Grecji (pod nazwą ankule) oraz Rzymie (amentum). Miotacz oszczepów był w szerokim użyciu wśród Indian i Innuitów (nuqaq) oraz australijskich Aborygenów (woomera).
Na początku XIX wieku na wyspie Melville’a tubylcy australijscy Tiwi miotali swe oszczepy atlatlami z tak dużej odległości i tak celnie, że zmusili 100-osobową załogę brytyjskiego fortu Dundas do ewakuacji, nie wszedłszy z żołnierzami w bezpośredni kontakt bojowy.